# Campionati mondiali under 23 di lotta 2017
I campionati mondiali di under 23 lotta 2017 si sono svolti presso l'Artego Arena di Bydgoszcz, in Polonia, dal 12 al 18 novembre 2017. Sono stati la 1ª edizione a comprendere contestulmente i tornei di lotta greco-romana e lotta libera femminile e maschile.

## Podi

### Uomini

#### Lotta libera
| Evento | Oro                               | Argento                         | Bronzo                        |
| 57 kg  | Reineri Andreu Cuba               | Mikyay Naim Bulgaria            | Süleyman Atlı Turchia         |
| 57 kg  | Reineri Andreu Cuba               | Mikyay Naim Bulgaria            | Parviz Ibrahimov Azerbaigian  |
| 61 kg  | Rinya Nakamura Giappone           | Kuat Amirtayev Kazakistan       | Islam Dudaev Russia           |
| 61 kg  | Rinya Nakamura Giappone           | Kuat Amirtayev Kazakistan       | Sedat Özdemir Turchia         |
| 65 kg  | Nachyn Kuular Russia              | Bajrang Punia India             | Younes Emami Iran             |
| 65 kg  | Nachyn Kuular Russia              | Bajrang Punia India             | Joseph McKenna Stati Uniti    |
| 70 kg  | Richard Anthony Lewis Stati Uniti | Vinod Kumar Omprakash India     | Mirza Skhulukhia Georgia      |
| 70 kg  | Richard Anthony Lewis Stati Uniti | Vinod Kumar Omprakash India     | Muhammet Akdeniz Turchia      |
| 74 kg  | Gadzhi Nabiev Russia              | Achsarbek Gulajev Slovacchia    | Avtandil Kentchadze Georgia   |
| 74 kg  | Gadzhi Nabiev Russia              | Achsarbek Gulajev Slovacchia    | Vasyl Mykhailov Ucraina       |
| 86 kg  | Alikhan Zhabrailov Russia         | Azamat Dauletbekov Kazakistan   | Uri Kalashnikov Israele       |
| 86 kg  | Alikhan Zhabrailov Russia         | Azamat Dauletbekov Kazakistan   | Irakli Mtsituri Georgia       |
| 97 kg  | Mojtaba Goleij Iran               | Dzianis Khramiankou Bielorussia | Ty Ryan Jack Walz Stati Uniti |
| 97 kg  | Mojtaba Goleij Iran               | Dzianis Khramiankou Bielorussia | Murazi Mchedlidze Ucraina     |
| 125 kg | Geno Petriashvili Georgia         | Magomedamin Dibirov Russia      | Danylo Kartavyi Ucraina       |
| 125 kg | Geno Petriashvili Georgia         | Magomedamin Dibirov Russia      | Amin Taheri Iran              |

#### Lotta greco-romana
| Evento | Oro                      | Argento                   | Bronzo                       |
| 59 kg  | Masuto Kawana Giappone   | Sergey Emelin Russia      | Sakit Guliyev Azerbaigian    |
| 59 kg  | Masuto Kawana Giappone   | Sergey Emelin Russia      | Aidos Sultangali Kazakistan  |
| 66 kg  | Shmagi Bolkvadze Georgia | Alen Mirzoian Russia      | Zhang Gaoquan Cina           |
| 66 kg  | Shmagi Bolkvadze Georgia | Alen Mirzoian Russia      | Amin Kaviya Iran             |
| 71 kg  | Daniel Cataraga Moldavia | Robert Fritsch Ungheria   | Farshad Belfakeh Iran        |
| 71 kg  | Daniel Cataraga Moldavia | Robert Fritsch Ungheria   | Murat Dağ Turchia            |
| 75 kg  | Fatih Cengiz Turchia     | Gela Bolkvadze Georgia    | Payam Bouyeri Iran           |
| 75 kg  | Fatih Cengiz Turchia     | Gela Bolkvadze Georgia    | Esen Asanov Kirghizistan     |
| 80 kg  | Burhan Akbudak Turchia   | Lasha Gobadze Georgia     | Andrii Antoniuk Ucraina      |
| 80 kg  | Burhan Akbudak Turchia   | Lasha Gobadze Georgia     | Rosian Dermanski Bulgaria    |
| 85 kg  | Erik Szilvássy Ungheria  | Ivan Huklek Croazia       | Toni Metsomaeki Finlandia    |
| 85 kg  | Erik Szilvássy Ungheria  | Ivan Huklek Croazia       | Islam Abbasov Azerbaigian    |
| 98 kg  | Aleksandr Golovin Russia | Elias Kuosmanen Finlandia | Fatih Başköy Turchia         |
| 98 kg  | Aleksandr Golovin Russia | Elias Kuosmanen Finlandia | Abudourexiti Alimujiang Cina |
| 130 kg | Sergej Semënov Russia    | Zviadi Pataridze Georgia  | Jello Krahmer Germania       |
| 130 kg | Sergej Semënov Russia    | Zviadi Pataridze Georgia  | Mantas Knystautas Lituania   |

### Donne

#### Lotta libera
| Evento | Oro                       | Argento                             | Bronzo                           |
| 48 kg  | Evin Demirhan Turchia     | Ritu Phogat India                   | Jiang Zhu Cina                   |
| 48 kg  | Evin Demirhan Turchia     | Ritu Phogat India                   | Turkan Nasirova Azerbaigian      |
| 53 kg  | Miho Igarashi Giappone    | Qi Zhang Cina                       | Ganbaataryn Otgonjargal Mongolia |
| 53 kg  | Miho Igarashi Giappone    | Qi Zhang Cina                       | Ekaterina Poleshchuk Russia      |
| 55 kg  | Haruna Okuno Giappone     | Iryna Kurachkina Bielorussia        | Nina Menkenova Russia            |
| 55 kg  | Haruna Okuno Giappone     | Iryna Kurachkina Bielorussia        | Alina Akobiia Ucraina            |
| 58 kg  | Yuzuru Kumano Giappone    | Altantsetsegiin Battsetseg Mongolia | Tetyana Kit Ucraina              |
| 58 kg  | Yuzuru Kumano Giappone    | Altantsetsegiin Battsetseg Mongolia | Elin Nilsson Svezia              |
| 60 kg  | Yui Sakano Giappone       | Ilona Prokopevniuk Ucraina          | Tetiana Omelchenko Azerbaigian   |
| 60 kg  | Yui Sakano Giappone       | Ilona Prokopevniuk Ucraina          | Enkhbatyn Gantuyaa Mongolia      |
| 63 kg  | Ayana Gempei Giappone     | Braxton Stone Canada                | Moa Nygren Svezia                |
| 63 kg  | Ayana Gempei Giappone     | Braxton Stone Canada                | Adéla Hanzlíčková Rep. Ceca      |
| 69 kg  | Koumba Larroque Francia   | Naruha Matsuyuki Giappone           | Danutė Domikaitytė Lituania      |
| 69 kg  | Koumba Larroque Francia   | Naruha Matsuyuki Giappone           | Yudaris Sánchez Cuba             |
| 75 kg  | Yasuha Matsuyuki Giappone | Gracelynn Doogan Canada             | Anastasiia Shustova Ucraina      |
| 75 kg  | Yasuha Matsuyuki Giappone | Gracelynn Doogan Canada             | Francy Rädelt Germania           |

## Classifica squadre
| Pos. | Lotta libera maschile | Lotta libera maschile | Lotta greco-romana | Lotta greco-romana | Lotta libera femminile | Lotta libera femminile |
| Pos. | Squadra               | Punti                 | Squadra            | Punti              | Squadra                | Punti                  |
| ---- | --------------------- | --------------------- | ------------------ | ------------------ | ---------------------- | ---------------------- |
| 1    | Russia                | 55                    | Georgia            | 51                 | Giappone               | 75                     |
| 2    | Kazakistan            | 41                    | Russia             | 50                 | Ucraina                | 47                     |
| 3    | Georgia               | 36                    | Turchia            | 42                 | Russia                 | 34                     |
| 4    | Stati Uniti           | 33                    | Iran               | 34                 | Mongolia               | 30                     |
| 5    | Ucraina               | 33                    | Azerbaigian        | 27                 | Azerbaigian            | 27                     |
| 6    | Bielorussia           | 32                    | Ungheria           | 26                 | Cina                   | 26                     |
| 7    | Turchia               | 30                    | Kazakistan         | 23                 | Turchia                | 25                     |
| 8    | Iran                  | 28                    | Finlandia          | 20                 | India                  | 24                     |
| 9    | India                 | 24                    | Giappone           | 19                 | Canada                 | 22                     |
| 10   | Giappone              | 23                    | Bielorussia        | 18                 | Bielorussia            | 20                     |